# KHLM-LD
KHLM-LD es una estación de televisión digital de baja potencia propiedad y operada por Christian Television Network.  Transmite en el canal 12 y tiene licencia para Houston, Texas.  Esta estación tiene actual afiliación a la cadena religiosa de carácter cristiano Christian Television Network desde 2021. Fue una de las primeras estaciones de Multimedios Televisión en Estados Unidos, hasta ser vendida en 2021. 

## Televisión digital
El canal digital de la estación está multiplexado:
| Canal | Programación de canales |
| ----- | ----------------------- |
| 12.1  | CTN Houston             |
| 12.2  | CTNi                    |